# Middleton (Tennessee)
Middleton (ehemals auch Middleton Station) ist eine City im Hardeman County im US-Bundesstaat Tennessee. Das U.S. Census Bureau hat bei der Volkszählung 2020 eine Einwohnerzahl von 658 ermittelt.
Die geographischen Koordinaten sind: 35° 4′ Nord, 88° 54′ West. Das Stadtgebiet hat eine Größe von 4,8 km².

## Söhne und Töchter der Stadt
- Estelle Axton (1918–2004), Mitgründerin von Stax Records
- Jim Stewart (1930–2022), Rhythm-and-Blues-Produzent und Mitgründer von Stax Records
- Bailey Howell (* 1937), ehemaliger Basketballspieler